# Tarn Willers
Tarn Anthony Willers (* September 1972) ist ein britischer Tontechniker.

## Leben und Wirken
Willers besuchte von 1989 bis 1991 das Thomas Rotherham College in Rotherham und studierte später bis 2004 Location Sound Recording an der National Film and Television School in Beaconsfield. Er war ab dem Jahr 2001 an ersten Filmproduktionen als Tonassistent und Production Sound Mixer beteiligt. Er arbeitete unter anderem an Filmen wie Puritan, The Lives of the Saints, Oh Happy Day und Hughie Green, Most Sincerely. Ab dem Jahr 2012 übernahm er auch Aufgaben als Tonmeister.
Für ihre Arbeit an Jonathan Glazers Historiendrama The Zone of Interest erhielten Willers und Johnnie Burn 2024 den Oscar und den britischen BAFTA Award jeweils in der Kategorie Bester Ton.
Willers lebt in Polen.

## Filmografie
- 2012: Comes a Bright Day
- 2014: The Dark (Kurzfilm)
- 2015: The Fly (Kurzfilm)
- 2015: Gilt (Kurzfilm)
- 2016: New Blood – Tod in London (New Blood, Fernsehserie, 7 Episoden)
- 2017: Double Date
- 2019: Zero (Kurzfilm)
- 2019: Mein etwas anderer Florida Sommer (Days of the Bagnold Summer)
- 2021: The Power
- 2021: Brigitte Bardot cudowna
- 2021–2022: Das Weiße Haus am Rhein (Miniserie, 2 Episoden)
- 2023: Pokusa
- 2023: The Zone of Interest
- 2023: Starve Acre